# صح الصوم
صح الصوم برنامج إذاعي يمني رمضاني اجتماعي ساخر، بدأ بثه على راديو وطن، من صنعاء، في العام 2022، خلال شهر رمضان 1443هـ. من كتابة وتقديم الشاعر والإعلامي عمار الشامي، وإخراج المخرج الإذاعي علي زبارة. امتد لأربعة مواسم حتى شهر رمضان من العام 2025.
تناول العادات والتقاليد خلال الشهر الكريم في اليمن والخارج، والعديد من القضايا الاجتماعية والسياسية والاقتصادية.